# Saison 2023-2024 des Knicks de New York
La saison 2023-2024 des Knicks de New York est la 78e saison de la franchise au sein de la National Basketball Association (NBA).
Le 10 avril, les Knicks se qualifient pour les playoffs. 
Le 19 mai, ils sont éliminés par les Pacers de l'Indiana en demi-finales de conférence des playoffs (3-4) après avoir battu les 76ers de Philadelphie au premier tour (4-2). 

## Draft
- Aucun choix de draft cette saison.

## Matchs

### Summer League
| Summer League Total: 2-3 |

| Match | Date match | Équipe       | Score     | Meilleur marqueur    | Meilleur rebondeur         | Meilleur passeur   | Lieux Spectateurs      | Série |
| ----- | ---------- | ------------ | --------- | -------------------- | -------------------------- | ------------------ | ---------------------- | ----- |
| 1     | 8 juillet  | Philadelphie | D 101-110 | DaQuan Jeffries (20) | Dmytro Skapintsev (8)      | Trevor Keels (4)   | Cox Pavilion 0         | 0 - 1 |
| 2     | 9 juillet  | Brooklyn     | D 80-98   | Charlie Brown (16)   | Marcus Garrett (7)         | Jaylen Martin (6)  | Cox Pavilion 0         | 0 - 2 |
| 3     | 12 juillet | Orlando      | V 82-80   | Charlie Brown (19)   | Foster Jr., Skapintsev (7) | Marcus Garrett (5) | Thomas & Mack Center 0 | 1 - 2 |
| 4     | 14 juillet | Boston       | V 97-89   | Charlie Brown (27)   | Charlie Brown (7)          | Charlie Brown (5)  | Cox Pavilion 0         | 2 - 2 |
| 5     | 15 juillet | Denver       | D 86-89   | QJ Peterson (25)     | Dmytro Skapintsev (9)      | Marcus Garrett (5) | Thomas & Mack Center 0 | 2 - 3 |

### Pré-saison
| Pré-saison Total: 1-3 (Domicile : 1-2; Extérieur : 0-1) |

| Match | Date match | Équipe     | Score     | Meilleur marqueur      | Meilleur rebondeur     | Meilleur passeur     | Lieux Spectateurs            | Série |
| ----- | ---------- | ---------- | --------- | ---------------------- | ---------------------- | -------------------- | ---------------------------- | ----- |
| 1     | 9 octobre  | Boston     | V 114-107 | Immanuel Quickley (21) | Robinson, Sims (7)     | Grimes, McBride (4)  | Madison Square Garden 19 512 | 1 - 0 |
| 2     | 14 octobre | Minnesota  | D 112-121 | R. J. Barrett (23)     | Julius Randle (8)      | Brunson, Randle (4)  | Madison Square Garden 19 018 | 1 - 1 |
| 3     | 17 octobre | @ Boston   | D 110-123 | Quentin Grimes (22)    | Jericho Sims (10)      | Miles McBride (6)    | TD Garden 19 156             | 1 - 2 |
| 4     | 18 octobre | Washington | D 106-131 | Julius Randle (20)     | Mitchell Robinson (11) | Brunson, McBride (5) | Madison Square Garden 18 881 | 1 - 3 |

### Saison régulière
| Saison régulière Total: 50-32 (Domicile : 27-14; Extérieur : 23-18) |

| Match | Date match | Équipe                | Score     | Meilleur marqueur     | Meilleur rebondeur     | Meilleur passeur     | Lieux Spectateurs                 | Série |
| ----- | ---------- | --------------------- | --------- | --------------------- | ---------------------- | -------------------- | --------------------------------- | ----- |
| 1     | 25 octobre | Boston                | D 104-108 | Quickley, Randle (24) | Julius Randle (11)     | Julius Randle (7)    | Madison Square Garden 19 812      | 0 - 1 |
| 2     | 27 octobre | @ Atlanta             | V 126-120 | Jalen Brunson (31)    | Mitchell Robinson (13) | Julius Randle (9)    | State Farm Arena 17 692           | 1 - 1 |
| 3     | 28 octobre | @ La Nouvelle-Orléans | D 87-96   | R. J. Barrett (18)    | Mitchell Robinson (15) | Jalen Brunson (5)    | Smoothie King Center 16 331       | 1 - 2 |
| 4     | 31 octobre | @ Cleveland           | V 109-91  | Brunson, Randle (19)  | Julius Randle (10)     | Donte DiVincenzo (6) | Rocket Mortgage FieldHouse 19 432 | 2 - 2 |

| Match                                                                      | Date match   | Équipe        | Score     | Meilleur marqueur  | Meilleur rebondeur        | Meilleur passeur      | Lieux Spectateurs            | Série  |
| -------------------------------------------------------------------------- | ------------ | ------------- | --------- | ------------------ | ------------------------- | --------------------- | ---------------------------- | ------ |
| 5                                                                          | 1er novembre | Cleveland     | D 89-95   | Jalen Brunson (24) | Mitchell Robinson (16)    | Trois joueurs (4)     | Madison Square Garden 19 812 | 2 - 3  |
| 6                                                                          | 3 novembre   | @ Milwaukee*  | D 105-110 | Jalen Brunson (45) | Mitchell Robinson (15)    | Hart, Randle (5)      | Fiserv Forum 17 717          | 2 - 4  |
| 7                                                                          | 6 novembre   | L.A. Clippers | V 111-97  | Julius Randle (27) | Mitchell Robinson (15)    | Josh Hart (7)         | Madison Square Garden 19 812 | 3 - 4  |
| 8                                                                          | 8 novembre   | San Antonio   | V 126-105 | Jalen Brunson (25) | Julius Randle (16)        | Barrett, Brunson (6)  | Madison Square Garden 19 812 | 4 - 4  |
| 9                                                                          | 12 novembre  | Charlotte     | V 129-107 | R. J. Barrett (24) | Mitchell Robinson (9)     | Immanuel Quickley (9) | Madison Square Garden 19 812 | 5 - 4  |
| 10                                                                         | 13 novembre  | @ Boston      | D 98-114  | Jalen Brunson (26) | Hart, Randle (9)          | Julius Randle (5)     | TD Garden 19 156             | 5 - 5  |
| 11                                                                         | 15 novembre  | @ Atlanta     | V 116-114 | Julius Randle (29) | Mitchell Robinson (15)    | Brunson, Randle (8)   | State Farm Arena 17 060      | 6 - 5  |
| 12                                                                         | 17 novembre  | @ Washington* | V 120-99  | Jalen Brunson (32) | Hartenstein, Robinson (8) | Julius Randle (8)     | Capital One Arena 16 886     | 7 - 5  |
| 13                                                                         | 18 novembre  | @ Charlotte   | V 122-108 | Jalen Brunson (32) | Mitchell Robinson (14)    | Julius Randle (8)     | Spectrum Center 19 171       | 8 - 5  |
| 14                                                                         | 20 novembre  | @ Minnesota   | D 100-117 | Jalen Brunson (25) | Julius Randle (14)        | Jalen Brunson (6)     | Target Center 18 024         | 8 - 6  |
| 15                                                                         | 24 novembre  | Miami*        | V 100-98  | Jalen Brunson (24) | Hart, Randle (8)          | Julius Randle (7)     | Madison Square Garden 19 812 | 9 - 6  |
| 16                                                                         | 26 novembre  | Phoenix       | D 113-116 | Jalen Brunson (35) | Mitchell Robinson (11)    | Jalen Brunson (8)     | Madison Square Garden 19 812 | 9 - 7  |
| 17                                                                         | 28 novembre  | Charlotte*    | V 115-91  | Julius Randle (25) | Julius Randle (20)        | Jalen Brunson (7)     | Madison Square Garden 19 111 | 10 - 7 |
| 18                                                                         | 30 novembre  | Détroit       | V 118-112 | Jalen Brunson (42) | Julius Randle (10)        | Brunson, Randle (8)   | Madison Square Garden 19 812 | 11 - 7 |
| *Matchs comptant pour la phase de groupe du NBA In-Season Tournament 2023. |              |               |           |                    |                           |                       |                              |        |

| Match                                                                   | Date match   | Équipe          | Score     | Meilleur marqueur     | Meilleur rebondeur      | Meilleur passeur         | Lieux Spectateurs            | Série   |
| ----------------------------------------------------------------------- | ------------ | --------------- | --------- | --------------------- | ----------------------- | ------------------------ | ---------------------------- | ------- |
| 19                                                                      | 1er décembre | @ Toronto       | V 119-106 | Jalen Brunson (22)    | Julius Randle (10)      | Julius Randle (9)        | Scotiabank Arena 19 800      | 12 - 7  |
| 20                                                                      | 5 décembre   | @ Milwaukee*    | D 122-146 | Julius Randle (41)    | R. J. Barrett (8)       | Jalen Brunson (6)        | Fiserv Forum 17 448          | 12 - 8  |
| 21                                                                      | 8 décembre   | @ Boston        | D 123-133 | Barrett, Brunson (23) | Isaiah Hartenstein (16) | Josh Hart (7)            | TD Garden 19 156             | 12 - 9  |
| 22                                                                      | 11 décembre  | Toronto         | V 136-130 | Julius Randle (34)    | Hartenstein, Randle (8) | Jalen Brunson (9)        | Madison Square Garden 19 812 | 13 - 9  |
| 23                                                                      | 13 décembre  | @ Utah          | D 113-117 | Julius Randle (32)    | Julius Randle (12)      | Jalen Brunson (8)        | Delta Center 18 206          | 13 - 10 |
| 24                                                                      | 15 décembre  | @ Phoenix       | V 139-122 | Jalen Brunson (50)    | Hartenstein, Randle (8) | Jalen Brunson (9)        | Footprint Center 17 071      | 14 - 10 |
| 25                                                                      | 16 décembre  | @ L.A. Clippers | D 122-144 | Brunson, Randle (22)  | Isaiah Hartenstein (10) | Jalen Brunson (6)        | Crypto.com Arena 19 370      | 14 - 11 |
| 26                                                                      | 18 décembre  | @ L.A. Lakers   | V 114-109 | Jalen Brunson (29)    | Isaiah Hartenstein (17) | R. J. Barrett (4)        | Crypto.com Arena 18 997      | 15 - 11 |
| 27                                                                      | 20 décembre  | @ Brooklyn      | V 121-102 | Julius Randle (26)    | Josh Hart (13)          | Jalen Brunson (8)        | Barclays Center 18 071       | 16 - 11 |
| 28                                                                      | 23 décembre  | Milwaukee       | D 111-130 | Jalen Brunson (36)    | Isaiah Hartenstein (13) | Jalen Brunson (7)        | Madison Square Garden 19 812 | 16 - 12 |
| 29                                                                      | 25 décembre  | Milwaukee       | V 129-122 | Jalen Brunson (38)    | Hart, Randle (9)        | Jalen Brunson (6)        | Madison Square Garden 19 812 | 17 - 12 |
| 30                                                                      | 27 décembre  | @ Oklahoma City | D 120-129 | Julius Randle (25)    | Hartenstein, Randle (8) | Jalen Brunson (7)        | Paycom Center 18 203         | 17 - 13 |
| 31                                                                      | 29 décembre  | @ Orlando       | D 108-117 | Julius Randle (38)    | Julius Randle (12)      | Jalen Brunson (8)        | Kia Center 19 587            | 17 - 14 |
| 32                                                                      | 30 décembre  | @ Indiana       | D 126-140 | Donte DiVincenzo (38) | Julius Randle (12)      | Brunson, Hartenstein (6) | Gainbridge Fieldhouse 17 274 | 17 - 15 |
| *Matchs comptant pour la phase finale du NBA In-Season Tournament 2023. |              |                 |           |                       |                         |                          |                              |         |

| Match | Date match  | Équipe         | Score     | Meilleur marqueur     | Meilleur rebondeur      | Meilleur passeur   | Lieux Spectateurs               | Série   |
| ----- | ----------- | -------------- | --------- | --------------------- | ----------------------- | ------------------ | ------------------------------- | ------- |
| 33    | 1er janvier | Minnesota      | V 112-106 | Julius Randle (39)    | Josh Hart (11)          | Jalen Brunson (14) | Madison Square Garden 19 812    | 18 - 15 |
| 34    | 3 janvier   | Chicago        | V 116-100 | Julius Randle (35)    | Isaiah Hartenstein (20) | Jalen Brunson (13) | Madison Square Garden 19 812    | 19 - 15 |
| 35    | 5 janvier   | @ Philadelphie | V 128-92  | Jalen Brunson (29)    | Josh Hart (15)          | Josh Hart (6)      | Wells Fargo Center 20 461       | 20 - 15 |
| 36    | 6 janvier   | @ Washington   | V 121-105 | Julius Randle (39)    | Isaiah Hartenstein (19) | Jalen Brunson (8)  | Capital One Arena 20 333        | 21 - 15 |
| 37    | 9 janvier   | Portland       | V 112-84  | OG Anunoby (23)       | Isaiah Hartenstein (14) | Julius Randle (8)  | Madison Square Garden 19 812    | 22 - 15 |
| 38    | 11 janvier  | @ Dallas       | D 124-128 | Julius Randle (32)    | Isaiah Hartenstein (15) | Jalen Brunson (8)  | American Airlines Center 20 040 | 22 - 16 |
| 39    | 13 janvier  | @ Memphis      | V 106-94  | Julius Randle (24)    | Isaiah Hartenstein (20) | Trois joueurs (5)  | FedExForum 16 598               | 23 - 16 |
| 40    | 15 janvier  | Orlando        | D 94-98   | Miles McBride (20)    | Isaiah Hartenstein (12) | Julius Randle (5)  | Madison Square Garden 19 812    | 23 - 17 |
| 41    | 17 janvier  | Houston        | V 109-94  | Julius Randle (31)    | Josh Hart (14)          | Jalen Brunson (7)  | Madison Square Garden 19 439    | 24 - 17 |
| 42    | 18 janvier  | Washington     | V 113-109 | Jalen Brunson (41)    | Isaiah Hartenstein (17) | Jalen Brunson (8)  | Madison Square Garden 19 466    | 25 - 17 |
| 43    | 20 janvier  | Toronto        | V 126-100 | Jalen Brunson (38)    | Julius Randle (16)      | Julius Randle (10) | Madison Square Garden 19 812    | 26 - 17 |
| 44    | 23 janvier  | @ Brooklyn     | V 108-103 | Brunson, Randle (30)  | Achiuwa, Randle (9)     | Julius Randle (7)  | Barclays Center 17 732          | 27 - 17 |
| 45    | 25 janvier  | Denver         | V 122-84  | OG Anunoby (26)       | Precious Achiuwa (10)   | Julius Randle (8)  | Madison Square Garden 19 812    | 28 - 17 |
| 46    | 27 janvier  | Miami          | V 125-109 | Jalen Brunson (32)    | Precious Achiuwa (10)   | Jalen Brunson (8)  | Madison Square Garden 19 812    | 29 - 17 |
| 47    | 29 janvier  | @ Charlotte    | V 113-92  | Jalen Brunson (32)    | Josh Hart (12)          | Brunson, Hart (7)  | Spectrum Center 15 546          | 30 - 17 |
| 48    | 30 janvier  | Utah           | V 118-103 | Donte DiVincenzo (33) | Isaiah Hartenstein (12) | Josh Hart (10)     | Madison Square Garden 19 133    | 31 - 17 |

| Match                  | Date match  | Équipe              | Score     | Meilleur marqueur     | Meilleur rebondeur      | Meilleur passeur       | Lieux Spectateurs            | Série   |
| ---------------------- | ----------- | ------------------- | --------- | --------------------- | ----------------------- | ---------------------- | ---------------------------- | ------- |
| 49                     | 1er février | Indiana             | V 109-105 | Jalen Brunson (40)    | Isaiah Hartenstein (19) | Isaiah Hartenstein (6) | Madison Square Garden 19 812 | 32 - 17 |
| 50                     | 3 février   | L.A. Lakers         | D 105-113 | Jalen Brunson (36)    | Isaiah Hartenstein (15) | Jalen Brunson (10)     | Madison Square Garden 19 812 | 32 - 18 |
| 51                     | 6 février   | Memphis             | V 123-113 | Donte DiVincenzo (32) | Josh Hart (10)          | Jalen Brunson (8)      | Madison Square Garden 19 013 | 33 - 18 |
| 52                     | 8 février   | Dallas              | D 108-122 | Donte DiVincenzo (36) | Precious Achiuwa (16)   | Josh Hart (12)         | Madison Square Garden 19 812 | 33 - 19 |
| 53                     | 10 février  | Indiana             | D 111-125 | Jalen Brunson (39)    | Josh Hart (10)          | Josh Hart (5)          | Madison Square Garden 19 812 | 33 - 20 |
| 54                     | 12 février  | @ Houston           | D 103-105 | Jalen Brunson (27)    | Precious Achiuwa (17)   | Jalen Brunson (7)      | Toyota Center 16 790         | 33 - 21 |
| 55                     | 14 février  | @ Orlando           | D 100-118 | Jalen Brunson (33)    | Precious Achiuwa (14)   | Jalen Brunson (6)      | Kia Center 19 259            | 33 - 22 |
| NBA All-Star Game 2024 |             |                     |           |                       |                         |                        |                              |         |
| 56                     | 22 février  | @ Philadelphie      | V 110-96  | Bojan Bogdanović (22) | Josh Hart (12)          | Jalen Brunson (12)     | Wells Fargo Center 21 094    | 34 - 22 |
| 57                     | 24 février  | Boston              | D 102-116 | Jalen Brunson (34)    | Precious Achiuwa (9)    | Jalen Brunson (9)      | Madison Square Garden 19 812 | 34 - 23 |
| 58                     | 26 février  | Détroit             | V 113-111 | Jalen Brunson (35)    | Precious Achiuwa (11)   | Jalen Brunson (12)     | Madison Square Garden 19 303 | 35 - 23 |
| 59                     | 27 février  | La Nouvelle-Orléans | D 92-115  | Donte DiVincenzo (23) | Josh Hart (10)          | Miles McBride (8)      | Madison Square Garden 19 812 | 35 - 24 |
| 60                     | 29 février  | Golden State        | D 99-110  | Jalen Brunson (27)    | Josh Hart (18)          | Josh Hart (7)          | Madison Square Garden 19 812 | 35 - 25 |

| Match | Date match | Équipe         | Score          | Meilleur marqueur     | Meilleur rebondeur      | Meilleur passeur     | Lieux Spectateurs                 | Série   |
| ----- | ---------- | -------------- | -------------- | --------------------- | ----------------------- | -------------------- | --------------------------------- | ------- |
| 61    | 3 mars     | @ Cleveland    | V 107-98       | Donte DiVincenzo (28) | Josh Hart (19)          | Josh Hart (10)       | Rocket Mortgage FieldHouse 19 432 | 36 - 25 |
| 62    | 5 mars     | Atlanta        | D 100-116      | Donte DiVincenzo (21) | Jericho Sims (9)        | Miles McBride (9)    | Madison Square Garden 19 812      | 36 - 26 |
| 63    | 8 mars     | Orlando        | V 98-74        | Jalen Brunson (26)    | Precious Achiuwa (14)   | Donte DiVincenzo (6) | Madison Square Garden 19 812      | 37 - 26 |
| 64    | 10 mars    | Philadelphie   | D 73-79        | Jalen Brunson (19)    | Josh Hart (11)          | Jalen Brunson (8)    | Madison Square Garden 19 812      | 37 - 27 |
| 65    | 12 mars    | Philadelphie   | V 106-79       | Brunson, Hart (20)    | Josh Hart (19)          | Josh Hart (10)       | Madison Square Garden 19 812      | 38 - 27 |
| 66    | 14 mars    | @ Portland     | V 105-93       | Jalen Brunson (45)    | Josh Hart (15)          | Jalen Brunson (4)    | Moda Center 17 768                | 39 - 27 |
| 67    | 16 mars    | @ Sacramento   | V 98-91        | Jalen Brunson (42)    | Isaiah Hartenstein (14) | Precious Achiuwa (4) | Golden 1 Center 18 311            | 40 - 27 |
| 68    | 18 mars    | @ Golden State | V 119-112      | Jalen Brunson (34)    | Josh Hart (11)          | Josh Hart (11)       | Chase Center 18 064               | 41 - 27 |
| 69    | 21 mars    | @ Denver       | D 100-113      | Jalen Brunson (26)    | Isaiah Hartenstein (8)  | Jalen Brunson (9)    | Ball Arena 19 811                 | 41 - 28 |
| 70    | 23 mars    | Brooklyn       | V 105-93       | Donte DiVincenzo (31) | Josh Hart (13)          | Jalen Brunson (8)    | Madison Square Garden 19 812      | 42 - 28 |
| 71    | 25 mars    | Détroit        | V 124-99       | Donte DiVincenzo (40) | Precious Achiuwa (16)   | Josh Hart (10)       | Madison Square Garden 19 812      | 43 - 28 |
| 72    | 27 mars    | @ Toronto      | V 145-101      | Miles McBride (29)    | Precious Achiuwa (12)   | Josh Hart (10)       | Scotiabank Arena 19 133           | 44 - 28 |
| 73    | 29 mars    | @ San Antonio  | D 126-130 (OT) | Jalen Brunson (61)    | Hart, Robinson (12)     | Josh Hart (8)        | Frost Bank Center 18 604          | 44 - 29 |
| 74    | 31 mars    | Oklahoma City  | D 112-113      | Jalen Brunson (30)    | Josh Hart (15)          | Jalen Brunson (7)    | Madison Square Garden 19 812      | 44 - 30 |

| Match | Date match | Équipe      | Score          | Meilleur marqueur     | Meilleur rebondeur       | Meilleur passeur       | Lieux Spectateurs            | Série   |
| ----- | ---------- | ----------- | -------------- | --------------------- | ------------------------ | ---------------------- | ---------------------------- | ------- |
| 75    | 2 avril    | @ Miami     | D 99-109       | Donte DiVincenzo (31) | Trois joueurs (6)        | Jalen Brunson (10)     | Kaseya Center 19 857         | 44 - 31 |
| 76    | 4 avril    | Sacramento  | V 120-109      | Jalen Brunson (35)    | Josh Hart (9)            | Jalen Brunson (11)     | Madison Square Garden 19 812 | 45 - 31 |
| 77    | 5 avril    | @ Chicago   | D 100-108      | Jalen Brunson (35)    | Hartenstein, McBride (7) | Jalen Brunson (11)     | United Center 21 599         | 45 - 32 |
| 78    | 7 avril    | @ Milwaukee | V 122-109      | Jalen Brunson (43)    | Isaiah Hartenstein (10)  | Josh Hart (9)          | Fiserv Forum 17 536          | 46 - 32 |
| 79    | 9 avril    | @ Chicago   | V 128-117      | Jalen Brunson (45)    | Josh Hart (13)           | Jalen Brunson (8)      | United Center 21 648         | 47 - 32 |
| 80    | 11 avril   | @ Boston    | V 118-109      | Jalen Brunson (39)    | Josh Hart (16)           | Isaiah Hartenstein (6) | TD Garden 19 156             | 48 - 32 |
| 81    | 12 avril   | Brooklyn    | V 111-107      | Jalen Brunson (30)    | Mitchell Robinson (8)    | Jalen Brunson (11)     | Madison Square Garden 19 812 | 49 - 32 |
| 82    | 14 avril   | Chicago     | V 120-119 (OT) | Jalen Brunson (40)    | Isaiah Hartenstein (13)  | Jalen Brunson (7)      | Madison Square Garden 19 812 | 50 - 32 |

### Playoffs
| Playoffs Total: 7-6 (Domicile : 5-2; Extérieur : 2-4) |

| Match | Date match | Équipe         | Score          | Meilleur marqueur  | Meilleur rebondeur    | Meilleur passeur   | Lieux Spectateurs            | Série |
| ----- | ---------- | -------------- | -------------- | ------------------ | --------------------- | ------------------ | ---------------------------- | ----- |
| 1     | 20 avril   | Philadelphie   | V 111-104      | Brunson, Hart (22) | Josh Hart (13)        | Jalen Brunson (7)  | Madison Square Garden 19 812 | 1 - 0 |
| 2     | 22 avril   | Philadelphie   | V 104-101      | Jalen Brunson (24) | Josh Hart (15)        | Jalen Brunson (6)  | Madison Square Garden 19 812 | 2 - 0 |
| 3     | 25 avril   | @ Philadelphie | D 114-125      | Jalen Brunson (39) | Mitchell Robinson (7) | Jalen Brunson (13) | Wells Fargo Center 21 116    | 2 - 1 |
| 4     | 28 avril   | @ Philadelphie | V 97-92        | Jalen Brunson (47) | Josh Hart (17)        | Jalen Brunson (10) | Wells Fargo Center 21 048    | 3 - 1 |
| 5     | 30 avril   | Philadelphie   | D 106-112 (OT) | Jalen Brunson (40) | Josh Hart (9)         | Jalen Brunson (6)  | Madison Square Garden 19 812 | 3 - 2 |
| 6     | 2 mai      | @ Philadelphie | V 118-115      | Jalen Brunson (41) | Josh Hart (14)        | Jalen Brunson (12) | Wells Fargo Center 21 093    | 4 - 2 |

| Match | Date match | Équipe    | Score     | Meilleur marqueur     | Meilleur rebondeur      | Meilleur passeur       | Lieux Spectateurs            | Série |
| ----- | ---------- | --------- | --------- | --------------------- | ----------------------- | ---------------------- | ---------------------------- | ----- |
| 1     | 6 mai      | Indiana   | V 121-117 | Jalen Brunson (43)    | Josh Hart (13)          | Josh Hart (8)          | Madison Square Garden 19 812 | 1 - 0 |
| 2     | 8 mai      | Indiana   | V 130-121 | Jalen Brunson (29)    | Josh Hart (15)          | Isaiah Hartenstein (8) | Madison Square Garden 19 812 | 2 - 0 |
| 3     | 10 mai     | @ Indiana | D 106-111 | Donte DiVincenzo (35) | Josh Hart (18)          | Jalen Brunson (6)      | Gainbridge Fieldhouse 17 274 | 2 - 1 |
| 4     | 12 mai     | @ Indiana | D 89-121  | Alec Burks (20)       | Achiuwa, Sims (6)       | Jalen Brunson (5)      | Gainbridge Fieldhouse 17 274 | 2 - 2 |
| 5     | 14 mai     | Indiana   | V 121-91  | Jalen Brunson (44)    | Isaiah Hartenstein (17) | Jalen Brunson (7)      | Madison Square Garden 19 812 | 3 - 2 |
| 6     | 17 mai     | @ Indiana | D 103-116 | Jalen Brunson (31)    | Achiuwa, Hart (8)       | Isaiah Hartenstein (6) | Gainbridge Fieldhouse 17 274 | 3 - 3 |
| 7     | 19 mai     | Indiana   | D 109-130 | Donte DiVincenzo (39) | Hart, Hartenstein (8)   | Jalen Brunson (9)      | Madison Square Garden 19 812 | 3 - 4 |

### Confrontations en saison régulière
| Conférence Est      | Conférence Est                              | Conférence Est                              | Conférence Est                              | Conférence Est                              | Conférence Est                              | Conférence Est                              | Conférence Ouest                            | Conférence Ouest                            | Conférence Ouest                            |
| Division Atlantique | Division Atlantique                         | Division Atlantique                         | Division Atlantique                         | Division Atlantique                         | Division Atlantique                         | Division Atlantique                         | Division Nord-Ouest                         | Division Nord-Ouest                         | Division Nord-Ouest                         |
| Équipe              | Domicile                                    | Domicile                                    | Domicile                                    | Extérieur                                   | Extérieur                                   | Extérieur                                   | Équipe                                      | Domicile                                    | Extérieur                                   |
| ------------------- | ------------------------------------------- | ------------------------------------------- | ------------------------------------------- | ------------------------------------------- | ------------------------------------------- | ------------------------------------------- | ------------------------------------------- | ------------------------------------------- | ------------------------------------------- |
| Boston              | 104-108                                     | 102-116                                     |                                             | 98-114                                      | 123-133                                     | 118-109                                     | Denver                                      | 122-84                                      | 100-113                                     |
| Brooklyn            | 105-93                                      | 111-107                                     |                                             | 121-102                                     | 108-103                                     |                                             | Minnesota                                   | 112-106                                     | 100-117                                     |
|                     |                                             |                                             |                                             |                                             |                                             |                                             | Oklahoma City                               | 112-113                                     | 120-129                                     |
| Philadelphie        | 73-79                                       | 106-79                                      |                                             | 128-92                                      | 110-96                                      |                                             | Portland                                    | 112-84                                      | 105-93                                      |
| Toronto             | 136-130                                     | 126-100                                     |                                             | 119-106                                     | 145-101                                     |                                             | Utah                                        | 118-103                                     | 113-117                                     |
| Division            | 12–5 (Domicile : 5-3; Extérieur : 7-2)      | 12–5 (Domicile : 5-3; Extérieur : 7-2)      | 12–5 (Domicile : 5-3; Extérieur : 7-2)      | 12–5 (Domicile : 5-3; Extérieur : 7-2)      | 12–5 (Domicile : 5-3; Extérieur : 7-2)      | 12–5 (Domicile : 5-3; Extérieur : 7-2)      | Division                                    | 5–5 (Domicile : 4-1; Extérieur : 1-4)       | 5–5 (Domicile : 4-1; Extérieur : 1-4)       |
| Division Centrale   | Division Centrale                           | Division Centrale                           | Division Centrale                           | Division Centrale                           | Division Centrale                           | Division Centrale                           | Division Pacifique                          | Division Pacifique                          | Division Pacifique                          |
| Équipe              | Domicile                                    | Domicile                                    | Domicile                                    | Extérieur                                   | Extérieur                                   | Extérieur                                   | Équipe                                      | Domicile                                    | Extérieur                                   |
| Chicago             | 116-100                                     | 120-119 (OT)                                |                                             | 100-108                                     | 128-117                                     |                                             | Golden State                                | 99-110                                      | 119-112                                     |
| Cleveland           | 89-95                                       |                                             |                                             | 109-91                                      | 107-98                                      |                                             | L.A. Clippers                               | 111-97                                      | 122-144                                     |
| Détroit             | 118-112                                     | 113-111                                     | 124-99                                      |                                             |                                             |                                             | L.A. Lakers                                 | 105-113                                     | 114-109                                     |
| Indiana             | 109-105                                     | 111-125                                     |                                             | 126-140                                     |                                             |                                             | Phoenix                                     | 113-116                                     | 139-122                                     |
| Milwaukee           | 111-130                                     | 129-122                                     |                                             | 105-110                                     | 122-146                                     | 122-109                                     | Sacramento                                  | 120-109                                     | 98-91                                       |
| Division            | 11–7 (Domicile : 7-3; Extérieur : 4-4)      | 11–7 (Domicile : 7-3; Extérieur : 4-4)      | 11–7 (Domicile : 7-3; Extérieur : 4-4)      | 11–7 (Domicile : 7-3; Extérieur : 4-4)      | 11–7 (Domicile : 7-3; Extérieur : 4-4)      | 11–7 (Domicile : 7-3; Extérieur : 4-4)      | Division                                    | 6–4 (Domicile : 2-3; Extérieur : 4-1)       | 6–4 (Domicile : 2-3; Extérieur : 4-1)       |
| Division Sud-Est    | Division Sud-Est                            | Division Sud-Est                            | Division Sud-Est                            | Division Sud-Est                            | Division Sud-Est                            | Division Sud-Est                            | Division Sud-Ouest                          | Division Sud-Ouest                          | Division Sud-Ouest                          |
| Équipe              | Domicile                                    | Domicile                                    | Domicile                                    | Extérieur                                   | Extérieur                                   | Extérieur                                   | Équipe                                      | Domicile                                    | Extérieur                                   |
| Atlanta             | 100-116                                     |                                             |                                             | 126-120                                     | 116-114                                     |                                             | Dallas                                      | 108-122                                     | 124-128                                     |
| Charlotte           | 129-107                                     | 115-91                                      |                                             | 122-108                                     | 113-92                                      |                                             | Houston                                     | 109-94                                      | 103-105                                     |
| Miami               | 100-98                                      | 125-109                                     |                                             | 99-109                                      |                                             |                                             | Memphis                                     | 123-113                                     | 106-94                                      |
| Orlando             | 94-98                                       | 98-74                                       |                                             | 108-117                                     | 100-118                                     |                                             | New Orleans                                 | 92-115                                      | 87-96                                       |
| Washington          | 113-109                                     |                                             |                                             | 120-99                                      | 121-105                                     |                                             | San Antonio                                 | 126-105                                     | 126-130 (OT)                                |
| Division            | 13–5 (Domicile : 6-2; Extérieur : 7-3)      | 13–5 (Domicile : 6-2; Extérieur : 7-3)      | 13–5 (Domicile : 6-2; Extérieur : 7-3)      | 13–5 (Domicile : 6-2; Extérieur : 7-3)      | 13–5 (Domicile : 6-2; Extérieur : 7-3)      | 13–5 (Domicile : 6-2; Extérieur : 7-3)      | Division                                    | 4–6 (Domicile : 3-2; Extérieur : 1-4)       | 4–6 (Domicile : 3-2; Extérieur : 1-4)       |
| Conférence          | 35–17 (Domicile : 18–8; Extérieur : 17–9)   | 35–17 (Domicile : 18–8; Extérieur : 17–9)   | 35–17 (Domicile : 18–8; Extérieur : 17–9)   | 35–17 (Domicile : 18–8; Extérieur : 17–9)   | 35–17 (Domicile : 18–8; Extérieur : 17–9)   | 35–17 (Domicile : 18–8; Extérieur : 17–9)   | Conférence                                  | 15–15 (Domicile : 9–6; Extérieur : 6–9)     | 15–15 (Domicile : 9–6; Extérieur : 6–9)     |
| Total               | 50–32 (Domicile : 27–14; Extérieur : 23–18) | 50–32 (Domicile : 27–14; Extérieur : 23–18) | 50–32 (Domicile : 27–14; Extérieur : 23–18) | 50–32 (Domicile : 27–14; Extérieur : 23–18) | 50–32 (Domicile : 27–14; Extérieur : 23–18) | 50–32 (Domicile : 27–14; Extérieur : 23–18) | 50–32 (Domicile : 27–14; Extérieur : 23–18) | 50–32 (Domicile : 27–14; Extérieur : 23–18) | 50–32 (Domicile : 27–14; Extérieur : 23–18) |

## Classements

### Saison régulière
| Conférence Est | Conférence Est             | Conférence Est | Conférence Est | Conférence Est | Conférence Est | Conférence Est | Conférence Est |
| No             | Franchise                  | Vic.           | Déf.           | MJ             | V/D            | GB             |                |
| -------------- | -------------------------- | -------------- | -------------- | -------------- | -------------- | -------------- | -------------- |
| 1              | z - Celtics de Boston      | 64             | 18             | 82             | .780           | –              |                |
| 2              | x - Knicks de New York     | 50             | 32             | 82             | .610           | 14             |                |
| 3              | y - Bucks de Milwaukee     | 49             | 33             | 82             | .598           | 15             |                |
| 4              | x - Cavaliers de Cleveland | 48             | 34             | 82             | .585           | 16             |                |
| 5              | y - Magic d'Orlando        | 47             | 35             | 82             | .573           | 17             |                |
| 6              | x - Pacers de l'Indiana    | 47             | 35             | 82             | .573           | 17             |                |
|                |                            |                |                |                |                |                |                |
| 7              | x - 76ers de Philadelphie  | 47             | 35             | 82             | .573           | 17             |                |
| 8              | x - Heat de Miami          | 46             | 36             | 82             | .561           | 18             |                |
| 9              | pi - Bulls de Chicago      | 39             | 43             | 82             | .476           | 25             |                |
| 10             | pi - Hawks d'Atlanta       | 36             | 46             | 82             | .439           | 28             |                |
|                |                            |                |                |                |                |                |                |
| 11             | o - Nets de Brooklyn       | 32             | 50             | 82             | .390           | 32             |                |
| 12             | o - Raptors de Toronto     | 25             | 57             | 82             | .305           | 39             |                |
| 13             | o - Hornets de Charlotte   | 21             | 61             | 82             | .256           | 43             |                |
| 14             | o - Wizards de Washington  | 15             | 67             | 82             | .183           | 49             |                |
| 15             | o - Pistons de Détroit     | 14             | 68             | 82             | .171           | 50             |                |

| Division Atlantique       | V  | D  | MJ | V/D  | GB | Dom   | Ext   | Div  |
| ------------------------- | -- | -- | -- | ---- | -- | ----- | ----- | ---- |
| c - Celtics de Boston     | 64 | 18 | 82 | .780 | –  | 37-4  | 27-14 | 15-2 |
| x - Knicks de New York    | 50 | 32 | 82 | .610 | 14 | 27-14 | 23-18 | 12-5 |
| x - 76ers de Philadelphie | 47 | 35 | 82 | .573 | 17 | 25-16 | 22-19 | 8-8  |
| o - Nets de Brooklyn      | 32 | 50 | 82 | .390 | 32 | 20-21 | 12-29 | 5-11 |
| o - Raptors de Toronto    | 25 | 57 | 82 | .305 | 39 | 14-27 | 11-30 | 1-15 |

### NBA In-Season Tournament
| Rang | Équipe                | Pts | J | G | P | Pp  | Pc  | Diff |
| ---- | --------------------- | --- | - | - | - | --- | --- | ---- |
| 1    | Bucks de Milwaukee    | 8   | 4 | 4 | 0 | 502 | 456 | 46   |
| 2    | Knicks de New York    | 7   | 4 | 3 | 1 | 440 | 398 | 42   |
| 3    | Heat de Miami         | 6   | 4 | 2 | 2 | 453 | 450 | 3    |
| 4    | Hornets de Charlotte  | 5   | 4 | 1 | 3 | 419 | 473 | -54  |
| 5    | Wizards de Washington | 4   | 4 | 0 | 4 | 458 | 496 | -38  |

|  | Quarts de finale                   | Quarts de finale                | Quarts de finale                | Quarts de finale                |                       |                       | Demi-finales           | Demi-finales           | Demi-finales           | Demi-finales           |  |  | Finale                 | Finale                 | Finale                 | Finale                 |
|  |                                    |                                 |                                 |                                 |                       |                       |                        |                        |                        |                        |  |  |                        |                        |                        |                        |
|  | 5 décembre 2023 – Milwaukee, WI    | 5 décembre 2023 – Milwaukee, WI | 5 décembre 2023 – Milwaukee, WI | 5 décembre 2023 – Milwaukee, WI |                       |                       | 7 décembre – Las Vegas | 7 décembre – Las Vegas | 7 décembre – Las Vegas | 7 décembre – Las Vegas |  |  | 9 décembre – Las Vegas | 9 décembre – Las Vegas | 9 décembre – Las Vegas | 9 décembre – Las Vegas |
|  | 5 décembre 2023 – Milwaukee, WI    | 5 décembre 2023 – Milwaukee, WI | 5 décembre 2023 – Milwaukee, WI | 5 décembre 2023 – Milwaukee, WI |                       |                       | 7 décembre – Las Vegas | 7 décembre – Las Vegas | 7 décembre – Las Vegas | 7 décembre – Las Vegas |  |  | 9 décembre – Las Vegas | 9 décembre – Las Vegas | 9 décembre – Las Vegas | 9 décembre – Las Vegas |
|  | Bucks de Milwaukee                 | Bucks de Milwaukee              | 146                             | 146                             |                       |                       | 7 décembre – Las Vegas | 7 décembre – Las Vegas | 7 décembre – Las Vegas | 7 décembre – Las Vegas |  |  | 9 décembre – Las Vegas | 9 décembre – Las Vegas | 9 décembre – Las Vegas | 9 décembre – Las Vegas |
|  | Bucks de Milwaukee                 | Bucks de Milwaukee              | 146                             | 146                             |                       |                       | 7 décembre – Las Vegas | 7 décembre – Las Vegas | 7 décembre – Las Vegas | 7 décembre – Las Vegas |  |  | 9 décembre – Las Vegas | 9 décembre – Las Vegas | 9 décembre – Las Vegas | 9 décembre – Las Vegas |
|  | Knicks de New York                 | Knicks de New York              | 122                             | 122                             |                       |                       | 7 décembre – Las Vegas | 7 décembre – Las Vegas | 7 décembre – Las Vegas | 7 décembre – Las Vegas |  |  | 9 décembre – Las Vegas | 9 décembre – Las Vegas | 9 décembre – Las Vegas | 9 décembre – Las Vegas |
|  | Knicks de New York                 | Knicks de New York              | 122                             | 122                             | Bucks de Milwaukee    | Bucks de Milwaukee    | 119                    | 119                    |                        |                        |  |  | 9 décembre – Las Vegas | 9 décembre – Las Vegas | 9 décembre – Las Vegas | 9 décembre – Las Vegas |
|  | 4 décembre 2023 – Indianapolis, IN |                                 |                                 |                                 | Bucks de Milwaukee    | Bucks de Milwaukee    | 119                    | 119                    |                        |                        |  |  | 9 décembre – Las Vegas | 9 décembre – Las Vegas | 9 décembre – Las Vegas | 9 décembre – Las Vegas |
|  |                                    |                                 | Pacers de l'Indiana             | Pacers de l'Indiana             | 128                   | 128                   |                        |                        |                        |                        |  |  | 9 décembre – Las Vegas | 9 décembre – Las Vegas | 9 décembre – Las Vegas | 9 décembre – Las Vegas |
|  | Pacers de l'Indiana                | Pacers de l'Indiana             | Pacers de l'Indiana             | Pacers de l'Indiana             | 128                   | 128                   | 122                    | 122                    |                        |                        |  |  | 9 décembre – Las Vegas | 9 décembre – Las Vegas | 9 décembre – Las Vegas | 9 décembre – Las Vegas |
|  | Pacers de l'Indiana                | Pacers de l'Indiana             | 7 décembre – Las Vegas          |                                 |                       |                       | 122                    | 122                    |                        |                        |  |  | 9 décembre – Las Vegas | 9 décembre – Las Vegas | 9 décembre – Las Vegas | 9 décembre – Las Vegas |
|  | Celtics de Boston                  | Celtics de Boston               | 112                             | 112                             |                       |                       |                        |                        |                        |                        |  |  | 9 décembre – Las Vegas | 9 décembre – Las Vegas | 9 décembre – Las Vegas | 9 décembre – Las Vegas |
|  | Celtics de Boston                  | Celtics de Boston               | 112                             | 112                             | Pacers de l'Indiana   | Pacers de l'Indiana   | 109                    | 109                    |                        |                        |  |  |                        |                        |                        |                        |
|  | 5 décembre 2023 – Los Angeles, CA  |                                 |                                 |                                 | Pacers de l'Indiana   | Pacers de l'Indiana   | 109                    | 109                    |                        |                        |  |  |                        |                        |                        |                        |
|  |                                    |                                 | Lakers de Los Angeles           | Lakers de Los Angeles           | 123                   | 123                   |                        |                        |                        |                        |  |  |                        |                        |                        |                        |
|  | Lakers de Los Angeles              | Lakers de Los Angeles           | Lakers de Los Angeles           | Lakers de Los Angeles           | 123                   | 123                   | 106                    | 106                    |                        |                        |  |  |                        |                        |                        |                        |
|  | Lakers de Los Angeles              | Lakers de Los Angeles           |                                 |                                 |                       |                       |                        |                        |                        |                        |  |  |                        |                        |                        |                        |
|  | Suns de Phoenix                    | Suns de Phoenix                 | 103                             | 103                             |                       |                       |                        |                        |                        |                        |  |  |                        |                        |                        |                        |
|  | Suns de Phoenix                    | Suns de Phoenix                 | 103                             | 103                             | Lakers de Los Angeles | Lakers de Los Angeles | 133                    | 133                    |                        |                        |  |  |                        |                        |                        |                        |
|  | 4 décembre 2023 – Sacramento, CA   |                                 |                                 |                                 | Lakers de Los Angeles | Lakers de Los Angeles | 133                    | 133                    |                        |                        |  |  |                        |                        |                        |                        |
|  |                                    |                                 | Pelicans de La Nouvelle-Orléans | Pelicans de La Nouvelle-Orléans | 89                    | 89                    |                        |                        |                        |                        |  |  |                        |                        |                        |                        |
|  | Kings de Sacramento                | Kings de Sacramento             | Pelicans de La Nouvelle-Orléans | Pelicans de La Nouvelle-Orléans | 89                    | 89                    | 117                    | 117                    |                        |                        |  |  |                        |                        |                        |                        |
|  | Kings de Sacramento                | Kings de Sacramento             |                                 |                                 |                       |                       |                        | 117                    |                        |                        |  |  |                        |                        |                        |                        |
|  | Pelicans de La Nouvelle-Orléans    | Pelicans de La Nouvelle-Orléans | 127                             | 127                             |                       |                       |                        |                        |                        |                        |  |  |                        |                        |                        |                        |
|  | Pelicans de La Nouvelle-Orléans    | Pelicans de La Nouvelle-Orléans | 127                             | 127                             |                       |                       |                        |                        |                        |                        |  |  |                        |                        |                        |                        |
|  |                                    |                                 |                                 |                                 |                       |                       |                        |                        |                        |                        |  |  |                        |                        |                        |                        |